# Michael Hübner (wielrenner)
Michael Hübner (Karl-Marx-Stadt, 8 april 1959 – aldaar, 12 november 2024) was een Duits baanwielrenner. Hij reed onder meer twee seizoenen voor Team Deutsche Telekom. Hij was in 1986 wereldkampioen op de sprint bij de amateurs en werd in 1981 en 1989 Duits kampioen sprint in dezelfde categorie. Bij de profs werd Hübner tweemaal wereldkampioen sprint (1990, 1992) en driemaal wereldkampioen keirin (1990, 1991 en 1992). In 1995 werd hij samen met Jens Fiedler en Jan van Eijden wereldkampioen teamsprint.
Michael Hübner is de vader van baanwielrenner Sascha Hübner.
Hübner overleed op 12 november 2024 op 65-jarige leeftijd.

## Belangrijkste overwinningen
1981
- Duits kampioen sprint, Amateurs

1982
- GP de Paris, sprint

1986
- Wereldkampioen sprint, Amateurs

1989
- Duits kampioen sprint, Amateurs
- GP de Paris, sprint

1990
- Wereldkampioen sprint, Elite
- Wereldkampioen keirin, Elite
- GP de Paris, sprint

1991
- Wereldkampioen keirin, Elite

1992
- Wereldkampioen sprint, Elite
- Wereldkampioen keirin, Elite

1993
- GP de Paris, sprint

1995
- Wereldkampioen teamsprint, Elite (met Jens Fiedler en Jan van Eijden)